# José Manuel Espinosa
José Manuel Espinosa Gómez (Aldeanueva de San Bartolomé, 28 de julho de 1959) é um ex-futebolista profissional espanhol que atuava como defensor.

## Carreira
José Manuel Espinosa se profissionalizou no Real Madrid.

## Seleção
José Manuel Espinosa integrou a Seleção Espanhola de Futebol nos Jogos Olímpicos de 1980, em Moscou.